# Wybuchy gazu na osiedlu Retkinia w Łodzi

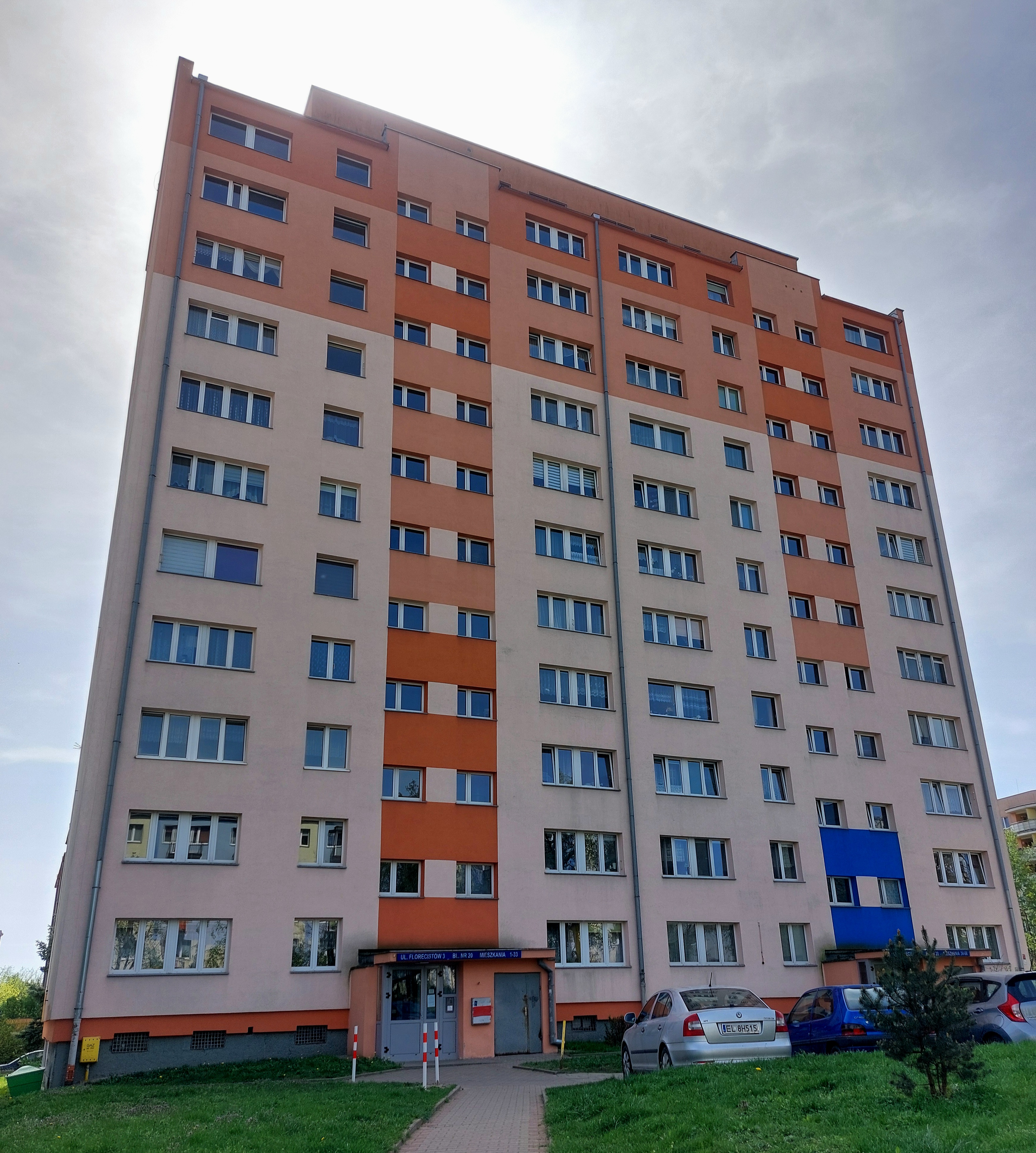
Blok przy ul. Florecistów 3 (kwiecień 2024)

Wybuchy gazu w Łodzi na osiedlu Retkinia – zbiór wydarzeń w pierwszej połowie lat 80. XX w. na Retkini w Łodzi, kiedy to odnotowano dwa wybuchy gazu. 22 stycznia 1982 około godziny 10:45 w wieżowcu nr 20 przy ul. Florecistów 3 i 7 grudnia 1983 około godziny 13:38 w bloku nr 214 przy ul. Dzierżyńskiego 6 (obecnie ul. Armii Krajowej). W drugim przypadku wybuch spowodował całkowite zawalenie się 1/3 pięciokondygnacyjnego budynku, tj. 2 klatek schodowych (z 6 istniejących) prowadzących łącznie do 20 mieszkań.
Podstawową przyczyną tych katastrof było błędne założenie projektowe i realizacja systemu (pomimo napominań praktyków) dostarczania gazu na tym osiedlu. Była to instalacja wysokociśnieniowa, która w przypadku jakiegokolwiek uszkodzenia powodowała błyskawiczny wypływ dużej ilości gazu i w efekcie wybuch od najmniejszej iskry.
Pozytywnym efektem tych wydarzeń była, po ustaleniu głównej przyczyny, zmiana systemu nie tylko na Retkini, ale i w całej Polsce, wszędzie tam, gdzie został zastosowany.

## Wybuch z 22 stycznia 1982
Najprawdopodobniej na skutek korozji w sieci zewnętrznej gaz przedostał się wzdłuż ciepłociągu do piwnicy, gdzie nagromadził się do stężenia wybuchowego. Eksplozja zniszczyła cały parter, nie uszkadzając jednak ścian nośnych, co zapobiegło zawaleniu się budynku.
W wyniku wybuchu zginęły dwie osoby:
1. Józef Sitek (55 l.)
2. Joanna Sitek (81 l.), matka Józefa

## Wybuch z 7 grudnia 1983
Przyczyną katastrofy było uszkodzenie przyłącza instalacji gazowej przez koparkę, podczas wykonywania robót mających na celu odwodnienie zalewanych piwnic budynku. Koparka zawadziła łyżką o niezaznaczoną w dokumentacji rurę gazociągu, czego skutkiem było rozszczelnienie wewnętrznej instalacji gazowej w piwnicy bloku, wypływ gazu i powstanie stężenia wybuchowego. O zdarzeniu, operator koparki i współpracujący z nim robotnicy, zawiadomili pogotowie gazowe (jednak dyspozytor nie wysłał ekipy, gdyż gazownicy usuwali awarię w innej części miasta – planowo mieli zjawić się na miejscu około godziny 14, wtedy, kiedy miała rozpocząć pracę druga zmiana) oraz nawoływali mieszkańców do natychmiastowego opuszczenia mieszkań. Bezpośrednią przyczyną eksplozji, według przypuszczeń, mogła być iskra wywołana naciśnięciem dzwonka u drzwi przez jedną z ofiar.
W efekcie wybuchu 6 osób zginęło na miejscu. Janina Kamińska zmarła w trakcie akcji ratunkowej (w godzinach popołudniowych jej głos był słyszany w głębi rumowiska, do którego ratownicy jeszcze nie mogli się dostać, nazajutrz o godzinie 9:30 wydobyto jej zwęglone zwłoki), zaś Dariusz Kaszuba dwa dni później w szpitalu w wyniku krwiaka mózgu oraz odmrożeń, które spowodowały m.in. niewydolność nerek. Wśród ofiar znalazła się rodzina psychologa, prof. Stanisława Gerstmanna – zginął on, jego żona, synowie (jeden z nich przyjechał w odwiedziny do rodziców) i wnuczek.
Lista ofiar śmiertelnych
1. Stanisława Dziordzińska (lat 71)[4]
2. Bartłomiej Gerstmann (lat 3)
3. Helena Gerstmann (lat 70)
4. Krzysztof Gerstmann (lat 35)
5. Przemysław Gerstmann (lat 31)
6. Stanisław Gerstmann (lat 72)
7. Janina Kamińska (lat 54)[5]
8. Dariusz Kaszuba (lat 13)

W następstwie tego zdarzenia postanowiono:
- umieścić zawory odcinające dopływ gazu na zewnątrz każdego budynku i odpowiednio je oznaczyć,
- zredukować ciśnienie w gazociągach bezpośrednio zasilających zamieszkane obiekty[1].

Po usunięciu gruzów brakująca część bloku została odbudowana w czerwcu 1984.